# Dean Haglund
Pour les articles homonymes, voir Haglund.
Dean Haglund, né le 29 juillet 1965 à Oakbank, dans le Manitoba, est un acteur canadien.

## Biographie
Il se passionne pour le théâtre dès son enfance à Winnipeg. Il part ensuite étudier le théâtre, la danse et la réalisation vidéo à l'université Simon Fraser et intègre le Vancouver TheatreSports League, groupe d'improvisation théâtrale. Il joue ensuite plusieurs petits rôles dans des séries télévisées et devient célèbre avec son interprétation de Richard Langly, l'un des trois Lone Gunmen de la série X-Files : Aux frontières du réel, ainsi que l'un des trois personnages principaux de son spin-off, The Lone Gunmen : Au cœur du complot.
C'est également un humoriste spécialisé dans le stand-up, ainsi que l'inventeur du Chill-Pak, un système de refroidissement à eau pour ordinateurs portables.

## Filmographie

### Cinéma
- 1998 : The X Files, le film (The X Files) de Rob S. Bowman : Richard Langly
- 2000 : Tom Sawyer : Sid (voix)
- 2004 : Spectres : Docteur Halsey

### Télévision
- 1992-1994 : L'As de la crime (saison 1 épisode 21 et saison 4 épisode 3) : le dealer / Zack Malone
- 1994-2002 : X-Files : Aux frontières du réel (35 épisodes) : Richard Langly
- 1995 : Sliders : Les Mondes parallèles (saison 1 épisode 2) : Stock Boy
- 1998 : Chérie, j'ai rétréci les gosses (saison 1 épisode 22) : M. Coolidge
- 1998-1999 : RoboCop : Alpha Commando (40 épisodes) : Dr. Cornelius Neumeier (voix)
- 1999 : Papa bricole (saison 8 épisode 17) : Guy
- 2001 : The Lone Gunmen : Au cœur du complot (13 épisodes) : Richard Langly
- 2006 : Dead and Deader : le gérant des pompes funèbres
- 2010 : Bones (saison 5 épisode 11) : Blaine Miller
- 2016 : X-Files (saison 10, épisode 5) : Richard Langly
- 2018 : X-Files (saison 11, épisode 2) : Richard Langly